# Corps royal des troupes coloniales
Le Corps royal des troupes coloniales (italien : Regio Corpo Truppe Coloniali ou RCTC) était un corps des Forces armées italiennes, dans lequel toutes les troupes coloniales italiennes étaient regroupées jusqu'à la fin de la Seconde Guerre mondiale en Afrique.

## Histoire
De nombreux Askaris en Érythrée sont issus de populations nilotiques locales, y compris Hamid Idris Awate, qui aurait une ascendance Nara. Parmi ces troupes, les premiers bataillons érythréens sont  créés en 1888 à partir de volontaires musulmans et chrétiens, remplaçant un ancien corps irréguliers Bachi-bouzouk. Les quatre bataillons indigènes existant en 1891 sont incorporés au Corps royal des troupes coloniales cette année-là. Élargi à huit bataillons, les Askaris Érythréens combattront avec distinction à Serobeti, Agordat, Kassala, Coatit et Adwa et serviront ensuite en Libye et en Éthiopie.
Ces troupes sont déployées sur tous les fronts d'Afrique depuis la première guerre italo-éthiopienne, la guerre italo-turque, la conquête de l'Éthiopie, jusqu'à la Seconde Guerre mondiale. Les soldats coloniaux ont toujours fait preuve de courage et dans certains cas (comme les Askaris) se sont battus avec héroïsme.

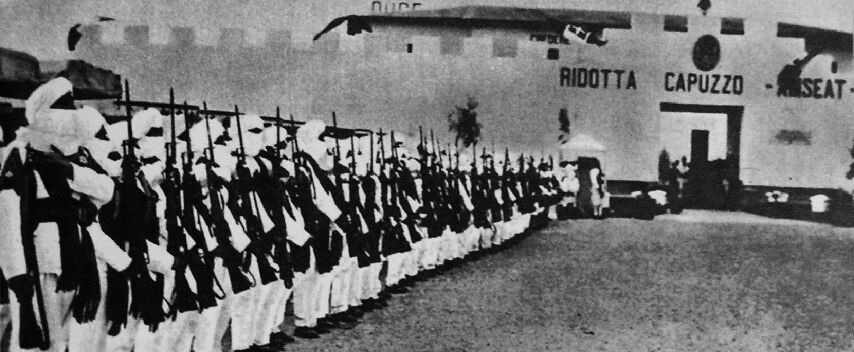
Des soldats du Corps royal des troupes coloniales déployés devant Fort Capuzzo, en Libye italienne.

Les troupes coloniales sont toujours commandées par des officiers et des sous-officiers italiens, tandis que les soldats proviennent des territoires coloniaux italiens (et dans une moindre mesure également du Yémen voisin).
En 1940, 256 000 Askaris de l'armée royale italienne opèrent dans les colonies italiennes locales. Parmi eux, 182 000 avaient été recrutés en Afrique orientale italienne (Africa Orientale Italiana - AOI) (Érythrée, Somalie et Éthiopie) et 74 000 en Libye. En janvier 1941, lorsque les forces alliées envahissent l'Éthiopie occupée par l'Italie en janvier 1941, la plupart des Askaris recrutés localement choisissent la désertion. La majorité des Askaris érythréens resteront fidèles jusqu'à la capitulation italienne quatre mois plus tard.

## Le Corps
Il y avait plusieurs corps royaux de troupes coloniales.
- Corps royal des troupes coloniales d'Érythrée (Regio corpo truppe coloniali d'Eritrea) : 1891-1936
- Corps royal des troupes coloniales en Somalie italienne (Regio corpo truppe coloniali della Somalia italiana) : 1908-1936
- Corps royal des troupes coloniales de Tripolitaine (Regio corpo truppe coloniali della Tripolitania) : 1914-1935
- Corps royal des troupes coloniales de la Cyrénaïque (Regio corpo truppe coloniali della Cirenaica) : 1914-1935
- Corps royal des troupes coloniales de la Libye (Regio corpo truppe coloniali della Libia) : 1935-1939
- Corps royal des troupes libyennes (Regio corpo truppe libiche) : 1939-1943.

À partir de 1936, avec la création de l'Afrique orientale italienne, les corps de troupes coloniaux royaux de l'Érythrée et de la Somalie fusionnent dans l'Afrique orientale italienne :
- Forces armées italiennes d'Afrique de l'Est (Forze armate dell'Africa Orientale Italiana - FF.AA. "A.O.I." ou  or FAAOI) : 1936-1943, qui, bien que ne s'appelant pas RCTC, avait la même fonction et la même spécialité.

## Caractéristiques

### Uniformes
Les uniformes diffèrent entre les différentes spécialités et, dans une moindre mesure, entre les différentes périodes. Cependant, le système du fasces-distinct est commun à tous les départements réguliers de toutes les colonies. Chaque département était identifiable par les couleurs et le motif de la large bande de laine enroulée autour de la taille ("etagà") et, dans les départements de la cavalerie érythréenne et de l'AOI, enroulée autour du tarbush,. Les mêmes couleurs sont reprises sur les fils des épaulettes des officiers nationaux qui dirigent les divisions.
Les ascaris d'Érythrée, de Somalie et de l'Afrique orientale italienne (Africa Orientale Italiana - AOI) portaient l'uniforme colonial en tissu blanc ou kaki avec les bandes distinctives susmentionnées, le tarbush en feutre avec arc et frise selon la spécialité. Les bandes molletières ou les jambières étaient souvent portées pieds nus : conformément à la tradition, les chaussures étaient facultatives. Lorsqu'elles sont présentes, elles peuvent consister en des sandales ou des bottes.
Les ascaris musulmans d'Afrique de l'Est (la plupart des coloniaux étaient coptes) portaient un turban comme couvre-chef, avec une bande aux couleurs du bataillon. Les ascaris et savaris libyens utilisaient, à la place du tarbush, le tachia traditionnel en feutre rouge grenat avec un nœud bleu et un " sous-tachia " blanc. Les couleurs de la farmula distinguaient les quartiers de Savari, en plus des écharpes habituelles.
Les zaptiés de toutes les colonies se distinguent par les insignes d'épaule de fusiliers, la flamme sur le couvre-chef et l'écharpe écarlate de l'insigne.
Seul le personnel national portait l'étoile militaire, comme signe distinctif du statut militaire du citoyen italien. À partir de 1939, la colonie libyenne étant devenue territoire national à toutes fins utiles (en tant que province de Tripoli et de Benghazi), les militaires libyens portent également les étoiles.
Par définition, pour les unités irrégulières (dubat, basci-buzuk, spahis et les bandes), il n'est pas possible de parler d'uniformes ou d'insignes de grade.

### Équipement
Selon le règlement de 1929, les guêtres et les bandoliers étaient du type réglementaire de l'armée royale : guêtres Mod. 77, Mod. 91, Mod. 07, guêtres pour spahis Mod. 27, cartouchières Mod. 28 et surtout bandoliers Mod. 97, en cuir naturel.
L'armement individuel des troupes était constitué de fusils et de mousquets avec leurs baïonnettes des modèles Vetterli Mod. 1870 et Vetterli-Vitali Mod. 1870/87, qui n'ont jamais été complètement remplacés par le Carcano Mod. 91. Pendant la Grande Guerre, les troupes coloniales ont également reçu le Steyr-Mannlicher M1895 de l'effort de guerre austro-hongrois. Les sciumbasci et les zaptié étaient également armés de revolvers Chamelot-Delvigne Mod. 1874 et Bodeo Mod. 1889. La cavalerie était également armée du sabre de cavalerie Mod. 71 ; les escadrons autochtones érythréens étaient également équipés de la lance de cavalerie Mod. 1860 dont la hampe en frêne avait été remplacée par du bambou. Les armes blanches étaient flanquées de poignards et d'épées traditionnels, tels que le billao et le shotel.
Les armes d'escouade, attribuées à partir des années 1910, étaient les mitrailleuses Gardner déclassés par la marine pour être utilisés en position fixe et les mitrailleuses Maxim. Après la Grande Guerre, les compagnies de mitrailleuses ont reçu des fusils Fiat Mod. 14 et Schwarzlose de l'époque de la guerre. Dans les années 1930, les Méharistes reçoivent également la mitrailleuse légère Breda Mod. 5C.
Dans les années 1920, les véhicules portaient encore la plaque d'immatriculation avec les initiales "S.M.". (Servizio Militare - Service militaire) ; alors qu'en fait, dans la patrie, à partir de 1923, les plaques d'immatriculation ont été diversifiées pour chaque force armée, dans la colonie, les anciennes plaques d'immatriculation ont été abandonnées plus tard. Au début des années 1930, il a en effet été remplacé par des plaques portant les initiales "R.C.T." et plus tard également "R.C.T.L.". (Regio corpo truppe libiche), en caractères rouges sur fond blanc sur la ligne supérieure, tandis que sur la ligne inférieure, le numéro à quatre chiffres était imprimé en noir. Ces plaques ont disparu dans les années précédant la guerre, remplacées par celles portant les initiales "R.E." de l'armée royale.

### Rangs et badges
Le personnel indigène avait sa propre hiérarchie, différente de celle de l'armée royale, qui était également la même pour tous les RCTC. Le grade le plus élevé accessible aux autochtones est celui de sous-officier, tandis que les officiers du corps d'armée sont tous des autochtones.
Les insignes de grade étaient constitués de chevrons en tissu de laine rouge et jaune, faits en angle, la pointe tournée vers l'épaule, suppannata de tissu noir en forme de triangle. Les rangs étaient répétés sur le tarbush avec des chevrons et des étoiles à cinq branches. Les rangs étaient,:
- àscari, savari : soldat correspondant ; pas d'insigne.
- uachil : soldat correspondant ; grade introduit au XXe siècle ; insigne : triangle bleu avec étoile rouge.
- muntaz : correspond au grade de caporal ; insignes : un chevron rouge sur l'épaule et une petite étoile sur le tarbush.
- bulucbasci : correspondant au grade de sergent ; insignes : deux chevrons rouges sur l'épaule et deux étoiles sur le tarbush.
- bulucbasci capo: correspondant au grade de sergent-chef ; insignes : deux chevrons rouges et un chevron sur l'épaule et deux chevrons surmontés d'un chevron sur le tarbouche ou un chevron surmonté de deux étoiles sur le tarbouche.
- sciumbasci : correspondant au grade de maréchal des logis ; insignes : trois chevrons rouges sur l'épaule et trois étoiles sur le tarbush[10].
- sciumbasci capo : correspond au grade de maréchal des logis-chef; grade introduit en 1936 ; insignes : trois chevrons rouges et un jaune sur l'épaule et trois étoiles et un chevron sur la barbe.
- jusbasci : correspondant au grade de sous-lieutenant, aboli en 1902 ; subsiste en Somalie comme synonyme de sciumbasci[11].

Sur le triangle de tissu noir de l'insigne étaient également placées des marques d'ancienneté - selon le tableau ci-dessous - et des marques de mérite (la couronne de Savoie) comme insigne de promotion pour mérite à la guerre, ainsi que la frise de spécialité (mitrailleur, musicien, clairon, tambour, sellier, maréchal-ferrant, brassard international) et l'insigne de blessure de guerre.
| 1 étoile en tissu rouge    | 2 années d'ancienneté  |
| 2 étoiles en tissu rouge   | 6 années d'ancienneté  |
| 3 étoiles en tissu rouge   | 10 années d'ancienneté |
| 1 étoile en tissu argenté  | 12 années d'ancienneté |
| 2 étoiles en tissu argenté | 14 années d'ancienneté |
| 3 étoiles en tissu argenté | 15 années d'ancienneté |
| 1 étoile en tissu doré     | 20 années d'ancienneté |
| 2 étoiles en tissu doré    | 24 années d'ancienneté |
| 3 étoiles en tissu doré    | 28 années d'ancienneté |

Le tableau de grades suivant concerne les àscaris servant dans les forces terrestres et aériennes italiennes, ainsi que dans certains services de sécurité:
| Corps royal des troupes coloniales | Corps royal des troupes coloniales | Corps royal des troupes coloniales | Corps royal des troupes coloniales | Corps royal des troupes coloniales | Corps royal des troupes coloniales | Corps royal des troupes coloniales |
| Sciumbasci capo                    | Sciumbasci                         | Bulucbasci capo                    | Bulucbasci                         | Muntaz                             | Uachil                             | Ascaro                             |
| ---------------------------------- | ---------------------------------- | ---------------------------------- | ---------------------------------- | ---------------------------------- | ---------------------------------- | ---------------------------------- |
|                                    |                                    |                                    |                                    |                                    |                                    | Insigne de spécialité uniquement   |

Le tableau de grades suivant concerne les àscaris servant dans la Marine royale italienne et les Carabinieri où leurs chevrons étaient inversés :
| Corps royal des troupes coloniales | Corps royal des troupes coloniales | Corps royal des troupes coloniales | Corps royal des troupes coloniales | Corps royal des troupes coloniales | Corps royal des troupes coloniales | Corps royal des troupes coloniales |
| Sciumbasci capo                    | Sciumbasci                         | Bulucbasci capo                    | Bulucbasci                         | Muntaz                             | Uachil                             | Ascaro                             |
| ---------------------------------- | ---------------------------------- | ---------------------------------- | ---------------------------------- | ---------------------------------- | ---------------------------------- | ---------------------------------- |
|                                    |                                    |                                    |                                    |                                    |                                    | Insigne de spécialité uniquement   |

### Spécialités
Ils comprennent à la fois des spécialités communes à toutes les colonies et des spécialités propres à la tradition militaire de chaque endroit :
- Basci-buzuk : troupes irrégulières employées pour des tâches de police en Erythrée. Ils constituaient les toutes premières troupes coloniales italiennes, avant même que la colonie ne soit officiellement fondée. Ils sont issus des troupes irrégulières ottomanes, héritées du Khédivat d'Égypte, puis de la concession italienne de la baie d'Assab. Organisés en hordes, ils ont été progressivement remplacés par des unités régulières (ascari)[12].
- Àscari : Les ascari érythréens ont été formés en 1888 et se sont battus pour les Italiens jusqu'à la chute de l'Empire. La désignation a été étendue à l'ensemble du personnel libyen, somalien et éthiopien, non seulement de la Regio Esercito (armée royale), mais aussi de la Regia Marina (marine royale), de la Regia Guardia di Finanza (Garde royae des Fiances), de la Regia Aeronautica, de la Polizia dell'Africa italiana (Police de l'Afrique italienne) et de la Milizia Forestale (Milice forestière)[13]. Outre les bataillons d'infanterie, les ascari ont également servi dans les batteries d'artillerie indigènes et, en AOI, dans les escadrons de cavalerie coloniale (les fameuses "Penne di falco" - "plumes de faucon") montés sur des chevaux, mehari ou bagalì (muletti éthiopiens). Ils étaient organisés en "bataillons indigènes", puis, à partir de 1908, en "bataillons érythréens" et en "bataillons arabo-somaliens" et enfin, à partir de 1936, uniquement en "bataillons coloniaux". En Libye, à partir de 1937, année de l'annexion de la colonie au territoire métropolitain italien et de l'extension de la citoyenneté à tous les Libyens, la désignation des unités d'infanterie devient "Bataillon d'infanterie libyen".
- Ascari del cielo : ce sont les premiers parachutistes des forces armées italiennes. Ils étaient tous de nationalité libyenne et constituaient le gros de la troupe du bataillon (puis du régiment) "Fanti dell'aria".

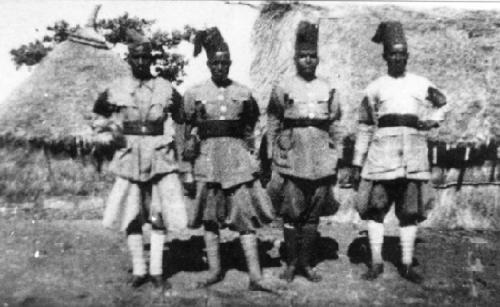
Groupe de Zaptié (police militaire coloniale) de la Somalie italienne en 1939

- Zaptié : formés en 1888 en Erythrée[12], ils étaient le personnel colonial des Carabiniers royaux. Le terme est dérivé du turc zaptiye (police), qui désignait la police montée ottomane recrutée sur l'île de Chypre. Ils ont également été recrutés dans toutes les autres colonies.

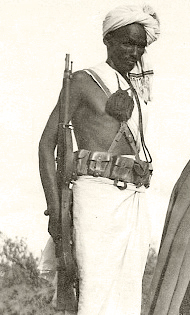
Dubat en Somalie italienne (1938)

- Dubat : infanterie irrégulière somalienne, recrutée à partir de 1924 sous la direction du major Camillo Bechis[14]. Le nom signifie "turbans blancs" en raison du couvre-chef qui, avec une jupe ("futa") et une étole sur la poitrine, tous en tissu strictement blanc, constituait leur habillement. Organisés en bandes armées frontalières, ils étaient dotés d'un équipement très léger, afin de pouvoir se déplacer le plus rapidement possible, sans ravitaillement, qu'ils se procuraient sur place. Quelques bandes de dubats, montés sur des dromadaires, ont également été formées[15],[16].

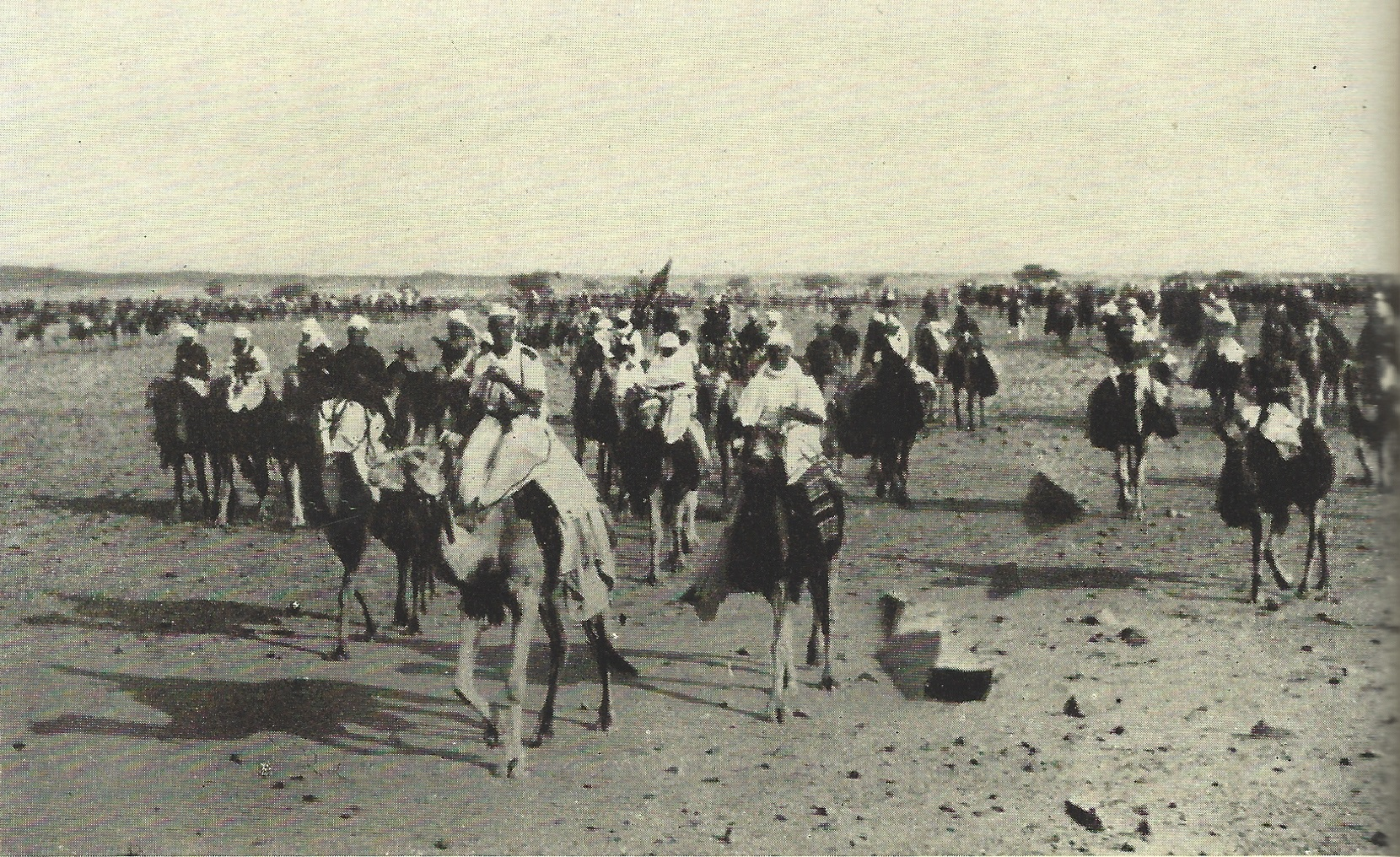
Les méharistes dans le désert libyen.

- Meharisti : troupes de chameaux érythréennes (1896) et surtout libyennes. Le nom dérive de la monture utilisée, le méhari, une race de dromadaire de course. Pendant la Seconde Guerre mondiale, ils ont opéré dans les compagnies sahariennes Auto-Avio (Compagnie Auto-Avio-Sahariane)[12],[17].
- Savari : cavalerie régulière libyenne, commandée en escadrons et groupes d'escadrons. Ils étaient montés sur des chevaux locaux, petits mais rapides et très forts[18]. Ils se sont distingués lors des opérations de reconquête de la Libye.
- Spahis : Cavalerie irrégulière libyenne. Dérivé des Sipahis, troupes de cavalerie d'élite de l'Empire ottoman, qui a également contrôlé la Libye jusqu'en 1912[17]. Alors que les savari étaient la cavalerie de ligne régulière, organisée comme la cavalerie nationale, les spahis étaient un corps de cavalerie irrégulière légère, avec des tâches d'éclaireur, d'escorte et surtout de surveillance des frontières[19] et caractérisés par leur propre équipement, organisation et tactique[20].

En plus des officiers et des cadres, des unités organiques composées entièrement de ressortissants nationaux ont également servi dans ces corps. Certaines de ces unités étaient spécifiquement destinées à être déployées dans la colonie :
- Chasseurs africains : il s'agit d'unités composées de personnel national exclusivement volontaire, provenant de divers départements et spécialités, et plus tard également recruté parmi les Italiens vivant dans la colonie. Destinées à être utilisées comme chasseurs, c'est-à-dire comme unités d'infanterie rapide et légère, les unités à pied étaient flanquées de celles de l'infanterie montée sur des dromadaires ou des chevaux.
- Infanterie africaine, bersaglieri africains, alpini africains et genius africains : régiments ou bataillons normaux d'infanterie, bersaglieri, alpini et genius formés pendant la guerre d'Abyssinie, tirant leur personnel des conscrits, volontaires ou punis des départements respectifs de l'armée royale.
- Milice coloniale : comme les grandes unités de l'armée royale, les légions et bataillons de chemises noires africaines renforcent les unités des RCTC. Ils sont constitués d'Italiens partis volontairement ou résidant dans la colonie et susceptibles d'être rappelés.

Le royaume d'Albanie a également formé ses propres unités qui ont combattu avec les forces armées italiennes ; toutefois, celles-ci ne pouvaient pas être considérées comme des corps coloniaux, car l'Albanie n'était pas une colonie mais un royaume en union personnelle avec la couronne du royaume d'Italie de 1939 à 1943. Les forces armées albanaises ont été fusionnées avec les forces armées italiennes par la loi n° 1115 du 13 juillet 1939. La gendarmerie royale et le corps des gardes-frontières albanais ont également fusionné pour devenir respectivement les carabiniers royaux et la Guardia di Finanza royale. Ils ont toutefois conservé leur spécificité albanaise :
- Milice fasciste albanaise : encadrée dans la Milice volontaire pour la sécurité nationale (Milizia volontaria per la sicurezza nazionale), qui a mobilisé 14 bataillons du CC.NN. pendant la guerre.
- Garde royale albanaise : bataillon d'honneur rattaché au 1er Régiment "Grenadiers de Sardaigne".
- Chasseurs albanais : trois régiments ont été formés en 1942, après la fin de la campagne italienne en Grèce, pour assurer le contrôle des territoires albanais, grecs et yougoslaves occupés. Une partie du personnel, principalement des officiers et des sous-officiers, était italienne, tandis que les troupes étaient majoritairement albanaises, principalement musulmanes, provenant de toute la Grande Albanie.

D'autres troupes étrangères ont combattu dans les forces armées italiennes pendant la Seconde Guerre mondiale mais, n'étant pas des sujets de l'Empire italien, elles ne faisaient pas partie du RCTC.

## Distinctions honoriques
Regio corpo truppe coloniali dell'Eritrea

 - Médaille d'or de la valeur militaire
Au cours de cent cinquante batailles glorieusement soutenues au service de SM le Roi et de l'Italie, il a donné des preuves héroïques constantes d'une discipline militaire inébranlable, d'un fier esprit guerrier, d'une loyauté indiscutable et d'une grande bravoure, versant son sang avec un zèle et un dévouement sans limites. Érythrée - Tripolitaine - Cyrénaïque, 1889 - 1929". - 12 mai1930.
Regio corpo truppe coloniali dell'Eritrea

 - Médaille d'or de la valeur militaire
Avec l'audace propre à la race - nourrie par l'amour du Drapeau et la foi dans le plus haut destin de l'Italie sur la terre d'Afrique - il a donné, pendant la guerre, d'innombrables preuves de l'héroïsme le plus éclatant. Avec une générosité aussi grande que sa loyauté était sûre, il a offert son sang pour la consécration de l'Empire italien. Guerre italo-éthiopienne, 3 octobre 1935 - 5 mai 1936. -  19 novembre 1936.
Regio corpo truppe coloniali della Libia

 - Médaille d'or de la valeur militaire
Avec l'audace propre à la race - nourrie par l'amour du Drapeau et la foi dans le plus haut destin de l'Italie sur la terre d'Afrique - il a donné, pendant la guerre, d'innombrables preuves de l'héroïsme le plus éclatant. Avec une générosité aussi grande que sa loyauté était sûre, il a offert son sang pour la consécration de l'Empire italien. Guerre italo-éthiopienne, 3 octobre 1935 - 5 mai 1936. - 19 novembre 1936.
Regio corpo truppe coloniali della Somalia

 - Médaille d'or de la valeur militaire
Avec l'audace propre à la race - nourrie par l'amour du Drapeau et la foi dans le plus haut destin de l'Italie sur la terre d'Afrique - il a donné, pendant la guerre, d'innombrables preuves de l'héroïsme le plus éclatant. Avec une générosité aussi grande que sa loyauté était sûre, il a offert son sang pour la consécration de l'Empire italien. Guerre italo-éthiopienne, 3 octobre 1935 - 5 mai 1936. - 19 novembre 1936.

## Source
- (en) Cet article est partiellement ou en totalité issu de l’article de Wikipédia en anglais intitulé « Royal Corps of Colonial Troops » (voir la liste des auteurs).